# To the Nameless Dead
To the Nameless Dead – szósty album studyjny irlandzkiego zespołu black metalowego Primordial. Wydawnictwo ukazało się 16 listopada 2007 roku nakładem wytwórni muzycznej Metal Blade Records.

## Lista utworów
Opracowano na podstawie materiału źródłowego.
1. "Empire Falls" (sł. A.A. Nemtheanga, muz. MacUilliam) - 08:02
2. "Gallows Hymn" (sł. A.A. Nemtheanga, muz. Floinn) - 05:55
3. "As Rome Burns" (sł. A.A. Nemtheanga, muz. MacUilliam, MacAmlaigh) - 09:15
4. "Failures Burden" (sł. A.A. Nemtheanga, muz. Floinn) - 06:37
5. "Heathen Tribes" (sł. A.A. Nemtheanga, muz. MacUilliam) - 08:18
6. "The Rising Tide" - 01:33 (utwór instrumentalny)
7. "Traitors Gate" (sł. A.A. Nemtheanga, muz. MacUilliam) - 06:49
8. "No Nation on This Earth" (sł. A.A. Nemtheanga, muz. MacUilliam, MacAmhlaigh) - 08:13